# Perus nationalbibliotek

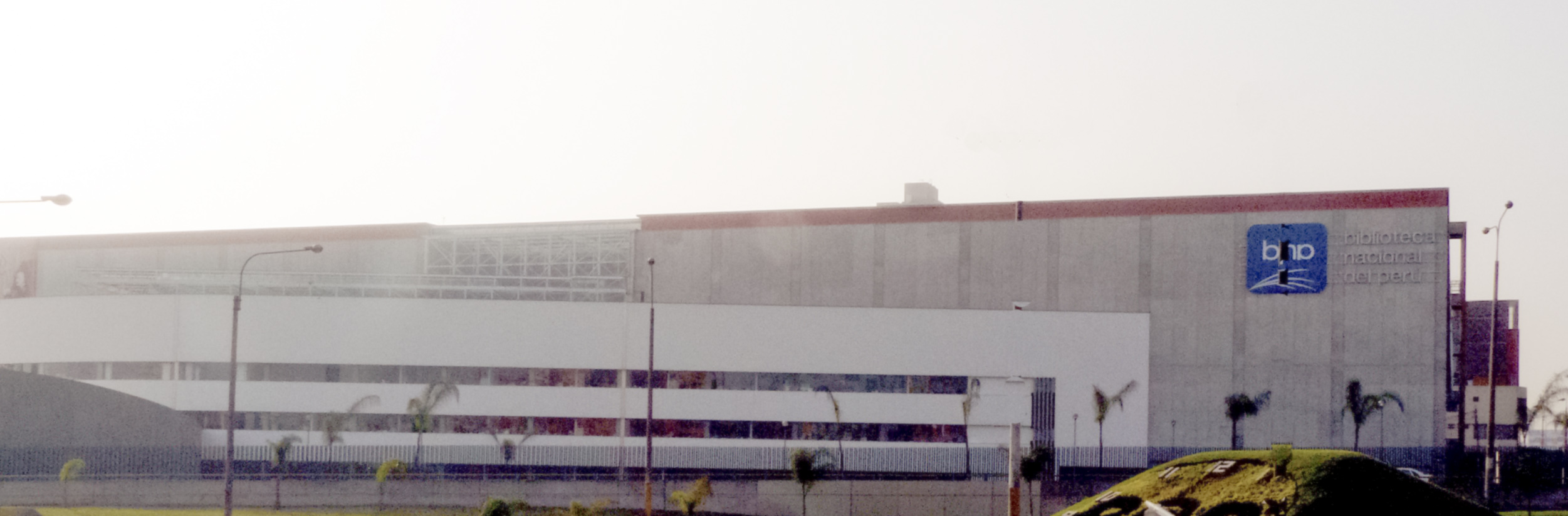
Den nya byggnaden för Perus nationalbibliotek på Avenida Javier Prado.

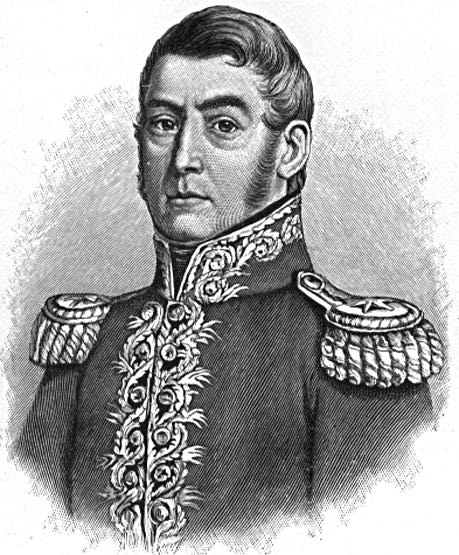
José de San Martín, grundare av nationalbiblioteket 1821

Perus nationalbibliotek (spanska: La Biblioteca Nacional del Perú), som administrativt ligger under utbildningsministeriet, är ett bibliotek som ägs av den peruanska staten, och ses av många som en nationalsymbol.
Bibliotekets nuvarande plats ligger i San Borja, i den peruanska huvudstaden Lima. Men bibliotekets första lokaler, då känt som Biblioteca Pública de Lima (”Limas allmänna bibliotek”) låg på Avenida Abancay, i Limas historiska centra.

## Historia
Biblioteket, Biblioteca Nacional del Perú grundades 1821 i Lima av general José de San Martín, till vilket han donerade sin egen boksamling. Han invigde biblioteket som: "(...) ett av de mest effektiva medierna för att sprida de intellektuella värdena". San Martín donerade omkring 700 böcker till biblioteket. Till en början räknade biblioteket till 11 000 böcker och bestod av böcker som regeringen i Vicekungadömet Peru hade konfiskerat från jesuitorden, vilken blev förvisad från den spanska kolonin 1767. Jesuitorden hade samlat ett stort bibliotek i Lima med böcker inom olika vetenskaper och humaniora.
Den 10 mars 1881, efter den chilenska arméns intåg och ockupation av Lima under Stillahavskrigen, besatte den chilenska truppen olika kulturella byggnader, bland dem Limas bibliotek, där man lade beslag på olika kulturella och vetenskapliga föremål, som instrument, verktyg, möbler och böcker med avsikten att föra dem till Chile med båt. I biblioteket fanns då omkring 35 000–50 000 volymer, bland dem inkunabler, manuskript och böcker som hade tryckts för första gången i Amerika. I boksamlingarna fanns också vicekungarnas berättelser (Memorias de los Virreyes), dokument som varje vicekung av Peru skrev efter sin regeringstid. Allt detta blev föremål för rekvisition av de chilenska trupperna; men åtskilligt material från biblioteket som vetenskapliga skrifter, förlorades i tullen på vägen till Chile, eftersom prioriteten för transporterna var vapen, och mycket kom därför i händerna på enskilda personer. 
Till Chile kom, i två sändningar från arméns intendentur, totalt 103 stora lådor och 80 andra bylten, som togs emot och katalogiserades av Ignacio Domeyko och Diego Barros Arana, och i augusti 1881 publicerades den gjorda inventeringen, under titeln Lista de libros traídos de Perú (”Lista på böcker hämtade från Peru”), i Chiles officiella nyhetstidning Diario Oficial de Chile.
I slutet av november 1883, utsågs Ricardo Palma till bibliotekets direktör. Några få dagar därefter informerade Palma om att det återstod drygt 700 böcker i biblioteket. 
Ricardo Palma påbörjade sedan personligen och nästan ensam, en kampanj för att samla ihop böcker från hus till hus, vilket gav honom öknamnet ”den tiggande bibliotekarien".
1884 återinvigdes biblioteket. Samma år ansökte Ricardo Palma hos Chile att de skulle återlämna det material som de chilenska trupperna hade tagit med sig, vilket gav eko i Santiago och, genom order från Chiles president Domingo Santa María, återlämnades 10 000 volymer till Nationalbiblioteket i Lima. Men några peruanska böcker blev länge kvar i Chile och de båda ländernas regeringar påbörjade samtal för deras återlämning.
På regeringens uppdrag gjorde arkitekten Michele Trefogli en betydande reformation av nationalbiblioteket.
1943 räknade biblioteket till omkring 200 000 volymer, inklusive manuskript och inkunabler. Den 11 maj samma år skadades biblioteket allvarligt av en kraftig eldsvåda och byggnaden lades i spillror.
Den 5 november 2007, efter en utredning bibliografiskt, historiskt och med hjälp av sina kataloger, genomförde Styrelsen för bibliotek, arkiv och museer i Chile, en återlämning av 3 788 volymer som ursprungligen varit i ägo av biblioteket i Lima, genom de stämplar och titlar de hade, och som återfanns i Chiles nationalbibliotek och i Biblioteket Santiago Severín i Valparaíso.

## Direktörer
1822 Mariano José de Arce.
- Förste bibliotekarie.

1823 Joaquín Paredes.
- Biblioteket skövlades av anhängare till kungen.

1836 Francisco de Paula González Vigil.
1839 Bartolomé Herrera.
1840 Juan Coello.
- Man bestämde att de böcker som säljs i Peru skall betala 6 procent av sitt värde för att användas för köp till och diverse omkostnader för biblioteket.

1845 Francisco de Paula González Vigil, andra perioden.
- Man påbörjade renovering av byggnaden till en kostnad av 15 000 soles.

1875 Manuel de Odriozola.
- Man tillkännagav en resolution i vilken man fastställer normer för ett allmänt register i biblioteket och indelningen av lokalerna och bokhyllorna.
- 1881 kom bibliotekets lokaler att tjänstgöra som kasern för en av de chilenska bataljonerna. Böckerna räknades som krigsbyte och fördes delvis till Chile och andra såldes allmänt i lanthandlarna som omslagspapper för olika produkter.

1883 Ricardo Palma.
- 1884 tillkom nya reglementet för nationalbiblioteket och nationalarkivet och med detta dess reorganisation.

1912 Manuel González Prada.
- Det blev en ljudlig polemik mellan Palma och González Prada om hans utnämning.

1914 Ricardo Palma, utnämndes till hedersdirektör.
1914 Luis Ulloa.
1916 Manuel González Prada, andra perioden.
- Man ägnade sig åt att se till att trycksakerna skickas in till biblioteket enligt lagen om trycksaker. Den nya klassifikationen och katalogen påbörjas och man använder ett numreringssystem.

1918 Alejandro Deustua.
1928 Carlos A. Romero.
1943 Jorge Basadre Grohmann.
- En nationell skola för bibliotekarier skapades.
- För första gången utkom Nationalbibliotekets bulletin.
- 1944 publicerades Fénix.
- 1945 publicerade man en bibliografisk peruansk årsbok.
- 1947 skapades fonden "San Martín", som skall hjälpa de allmänna kommunala biblioteken i huvudstäderna, departementen och provinserna. En barnavdelning öppnas.

1948 Cristóbal de Losada y Puga.
- 1955 invigde man salen för nukleär fysik och atomenergi.

1961 Rubén Vargas Ugarte.
- Man tillkännagav lagen om författarens upphovsrätt.

1962 Carlos Cueto Fernandini.
1966 Guillermo Lohmann Villena.
1969 Estuardo Nuñez Hague.
- 1970 påbörjade man byggnadsarbetena för att bygga ut lokalerna.

1973 María Bonilla de Gaviria.
1981 José Tamayo Herrera.
1983 Héctor López Martínez.
1984 Franklin Pease.
1986 Juan Mejía Baca.
- Platsen för det nya biblioteket anskaffades.

1990 José Tamayo Herrera, andra perioden.
1991 Pedro Guibovich.
1992 Martha Fernandez de López.
- Bygget av den nya lokalen påbörjades.

2001 Sinesio López.
- Den nya lokalen färdigställdes och invigdes i San Borja.
- Man påbörjade överflyttningen av boksamlingarna till San Borja.

2006 Hugo Neyra Samanez.
- Under hans ledning anordnades mötet för ”La Cumbre América Latina, el Caribe y la Unión Europea (ALC-UE), och lokalerna i San Borja var presscentrum.

## Lokaler

### Abancay
Byggnaden på avenida Abancay, den gamla huvudbyggnaden vars konstruktion sträcker sig tillbaka till mitten av 1900-talet, utsågs av Nationella kulturinstitutet (”Instituto Nacional de Cultura (INC)”) som historiskt monument.

### Lokalen i San Borja
Den 27 mars 2006 invigdes den andra och moderna lokalen, ritad av arkitekten Franco Vella, i San Borja vid korsningen mellan Avenida Javier Prado och Avenida Aviación framför Museo de la Nación del Perú.
Byggnaden består av 20 000 kvadratmeter, klimatanläggning för att bevara verken, tolv läsesalar med kapacitet för 554 besökare, specialmöbler, dokumentskåp och datorer med anslutning till internet till allmänhetens tjänst.